# 大覚山
大覚山（だいかくやま）は、茨城県石岡市、桜川市、笠間市の境に位置する標高304メートルの山である（四等三角点「板敷」）。筑波山地の北東部に連なる山列に位置しており、周辺は吾国・愛宕県立自然公園に指定されている。

## 周辺の山・峠
- 吾国山
- 板敷山
- 板敷峠